# Louis Braillard
Louis Braillard, švicarski dirkač, * 25. december 1906, † 1996.
Louis Braillard je začel dirkati na najvišjem nivoju s privatnim dirkalnikom Bugatti T35B v sezoni 1932, edino uvrstitev je dosegel s sedmim mestom na dirki za Veliko nagrado Marseilla. V sezoni 1933 sta skupaj s francoskim dirkačem Benoîtom Falchettom ustanovila moštvo Ecurie Braillard, ki ga je financirala Louisova sestra Nelly. Z dirkalnikom Bugatti T51 je v sezoni 1933 dosegel edino zmago kariere na dirki za Veliko nagrado Albija, ob tem pa še peto mesto na dirki za Veliko nagrado Nîmesa, šesto mesto na dirki za Veliko nagrado La Baule in enajsto mesto na dirki za Veliko nagrado Tunisa. Za sezono 1934 sta kupila dirkalnika Maserati 8CM, s katerim je Braillard ob treh odstopih dosegel četrto mesto na dirki za Veliko nagrado Pikardije, po koncu sezone se je upokojil kot dirkač. 